# I sundhedens tjeneste 1-3
|  | Denne artikel er oprettet af botten PalnaBot ud fra en ekstern database. Den kan derfor have sproglige fejl eller mangler. Denne skabelon kan fjernes efter kontrol af indholdet. |

I sundhedens tjeneste 1-3 er en film instrueret af Jesper Heldgaard, Bo Illum Jørgensen.

## Handling
Aldrig har verden været så rig. Alligevel dør millioner af mennesker hvert år i verdens fattige lande af sygdomme, som kan behandles. Det kunne være anderledes. Hvis vi vil. De to første programmer følger lægen Malan Soko i Zambia og beskriver, hvad der er muligt - og umuligt - i et sundhedsvæsen, der kun har 10 dollars om året pr. indbygger. Økonomer og sundhedseksperter fortæller om de forvandlinger, ganske få ekstra penge til sundhed kunne gøre i verdens fattige lande. Det tredje program undersøges Christian Medical College i Indien, som har udviklet en model, der sikrer både fattige og rige sundhedsydelser på et meget højt plan. Til inspiration for resten af verden.